# Sireakivșciîna, Varva
Sireakivșciîna (în ucraineană Сіряківщина) este un sat în comuna Kalînovîțea din raionul Varva, regiunea Cernihiv, Ucraina.

## Demografie
Componența lingvistică a localității Sireakivșciîna
     Ucraineană (95%)
     Rusă (5%)
Conform recensământului din 2001, majoritatea populației localității Sireakivșciîna era vorbitoare de ucraineană (95%), existând în minoritate și vorbitori de rusă (5%).